# Galium aretioides
Galium aretioides är en måreväxtart som beskrevs av Pierre Edmond Boissier. Galium aretioides ingår i släktet måror, och familjen måreväxter. Inga underarter finns listade i Catalogue of Life.